# Kendall (Nowy Jork)
Kendall – miasto w Stanach Zjednoczonych, w stanie Nowy Jork, w hrabstwie Orleans.